# Маклауд, Райан
Райан Маклауд (англ. Ryan McLeod; род. 21 сентября 1999, Миссиссога, Онтарио) — канадский хоккеист, нападающий клуба национальной хоккейной лиги «Эдмонтон Ойлерз» (2020—2024) и «Баффало Сейбрз» (с 2024 года).

## Биография
Райан родился 21 сентября 1999 года в Миссиссоге, в Канаде, в семье Ричарда и Джуди Маклауд. Впервые встал на коньки на катке на заднем дворе их дома в возрасте 18 месяцев. Есть два старших брата, которые также профессионально играют в хоккей: Мэтт, выступающий за «Белфаст Джайентс» в Северной Ирландии, и Майкл, недавно выступавший за «Нью-Джерси Девилз».
В детстве Маклауд был болельщиком «Эдмонтон Ойлерз» и «Торонто Мейпл Лифс» и сказал, что отдает предпочтение «Ойлерз», потому что его любимым игроком являлся Райан Смит.

## Клубная карьера
Маклауд был задрафтован «Эдмонтон Ойлерз» во втором раунде драфта НХЛ 2018 года. Играл в молодежной команде с «Миссиссога Стилхедс» и «Сагино Спирит» из хоккейной лиги Онтарио, пока не стал профессионалом, подписав контракт начального уровня с «Эдмонтон Ойлерз» 1 мая 2019 года.
14 ноября 2021 года Маклауд забил свой первый гол в НХЛ в матче против «Сент-Луис Блюз».
22 сентября 2022 года Маклауд подписал однолетний контракт на сумму 798 000 долларов с «Эдмонтон Ойлерз» на сезон 2022/23 годов. 
5 июля 2024 года «Эдмонтон Ойлерз» продали права на Маклауда в «Баффало Сейбрз» в обмен на перспективного Мэттью Савоя.

## Карьера в сборной
В 2015 и 2016 годах Маклауд вызывался в юношеские сборные Канады. Вместе со сборной в 2015 году стал победителем Мирового кубка вызова среди хоккеистов до 17 лет.